# Sizzano
Sizzano és una localitat i comune italiana de la província de Novara, regió de Piemont, amb 1.458 habitants.